# Saint-Denis (Mons)
Pour les articles homonymes, voir Saint-Denis.
Ne doit pas être confondu avec Saint-Denis (La Bruyère).
Saint-Denis est une section de la ville belge de Mons située en Région wallonne dans la province de Hainaut. 
C'était une commune à part entière avant sa fusion avec la commune d'Obourg en 1964. 

## Évolution démographique
- Sources : INS, Rem. : 1831 jusqu'en 1970 = recensements, 1976 = nombre d'habitants au 31 décembre.

## Histoire

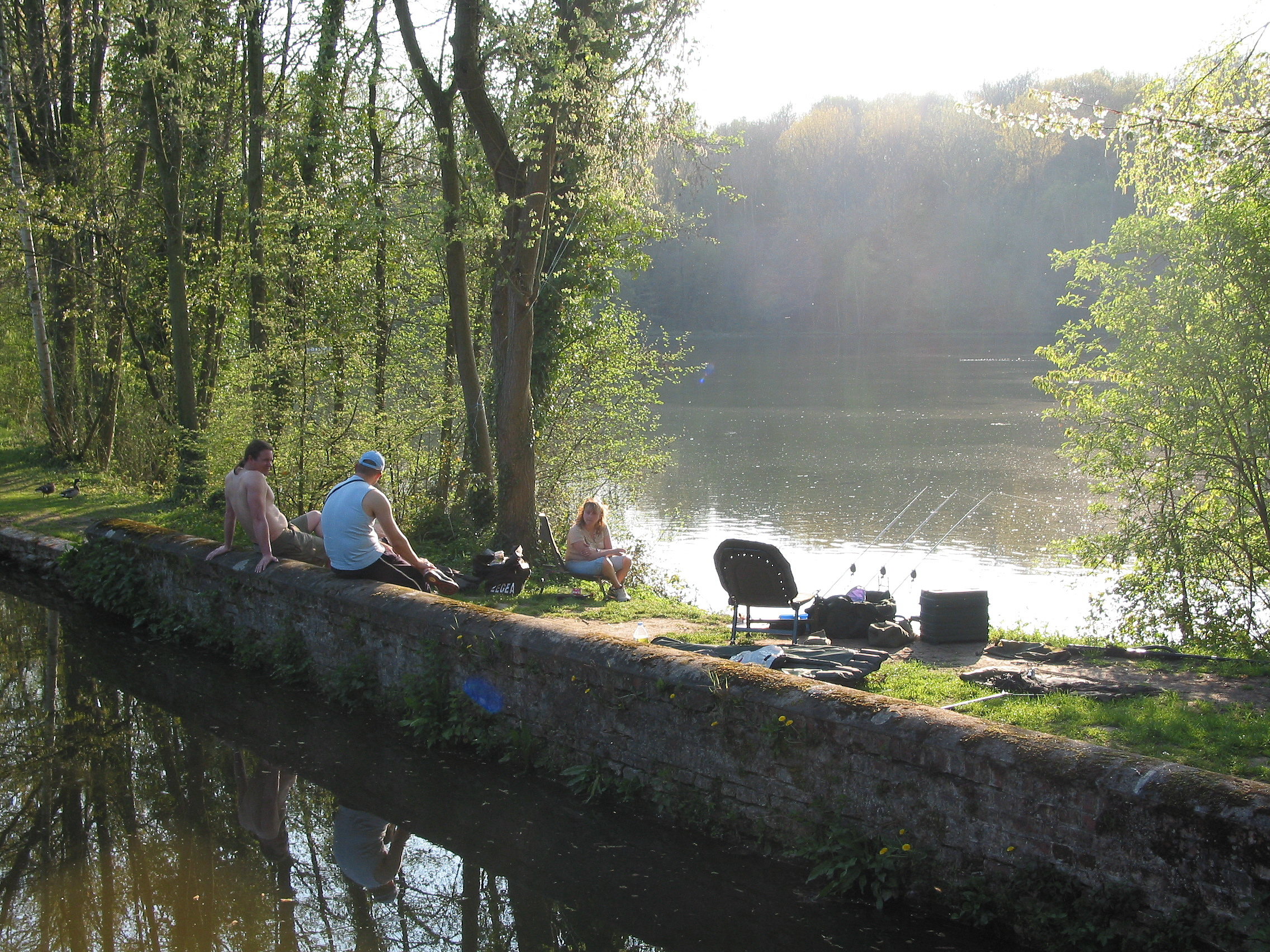
Le bief du moulin de l'abbaye.

### Les origines
La tradition locale rapporte qu'à Saint-Denis, un temple de Jupiter fut démoli par saint Denis, religieux du IIIe siècle.
Plus tard, on y éleva une chapelle dédiée à cet apôtre, venu prêcher l'évangile à la population et les convertir au christianisme par la prédication.
Un ermite vint établir sa hutte auprès de cet oratoire.

### Époque médiévale
Dans la seconde moitié du Xe siècle, un dénommé comte Robert s'empara de la localité. Rathier, moine de l'abbaye de Lobbes et célèbre écrivain ecclésiastique, racheta le territoire de Saint-Denis au comte Robert. Rathier fut en premier évêque de Liège, puis de Vérone. Il fut chassé de ce dernier évêché par suite d'une révolte des habitants : il revint alors à l'abbaye de Lobbes. Après s'être retiré pendant plusieurs années auprès de la chapelle de Saint-Denis, Rathier devait mourir le 25 avril 974.
L'oratoire serait à l'origine du village de Saint-Denis, lequel fut desservi par les moines de Lobbes. Par la suite des ermites s'établirent dans les bois voisins jusqu'au XIe siècle, époque où le prieuré fut abandonné. 
En 868-869, Saint-Denis est cité pour la première fois dans un document retraçant le polyptyque des biens de l'abbaye de Lobbes. Cet ensemble de panneaux peints ou sculptés signale, en effet, l'existence de biens appartement à l'abbaye sambrienne dans un lieu qu'il appelle Sanctum Dionisium, mention qui a été interprétée, à la faveur d'une version rajeunie du même texte Sancti Dionisii in Brokerul, comme étant Saint-Denis-en-Brocqueroie.
Brocqueroie désignait une bande forestière qui couvrait la rive droite de la Haine au nord de Mons, elle servit de limite défensive aux pagi de Hainaut et de Brabant. C'est à la lisière de cette forêt, que les troupes hennuyères de la comtesse Richilde et du jeune comte Baudouin II combattirent, en 1071-1072, les armées du nouveau comte de Flandre, Robert le Frison.

#### L'abbaye de Saint-Denis-en-Broqueroie
Vers 1079-1080, la politique des comtes de Hainaut prend une orientation nouvelles : de spoliateurs, ils deviennent les protecteurs des institutions religieuse. C'est à ce moment que Baudouin II accorde son appui à un groupement de moines et les établit dans son alleu de Saint-Denis sous la direction d'un abbé. Il les dote de cet alleu, c'est-à-dire de la villa comtale avec ses terres, ses bois, ses prés, ses étangs et ses serfs et serves.
En 1080, la comtesse Richilde se rend en pèlerinage à Rome. À son retour, elle annonça son intention de relever le petit monastère, le locellus, dédié à saint Denis et de soumettre les frères qui y vivaient à un statut régulier, à savoir la règle de saint Benoît. Le locellus dont il est fait mention pour la première fois dans l'acte de 1081 représentait donc, selon toutes vraisemblance, la communauté établie par Baudouin II.
En 1082, la comtesse déclara solennellement renoncer à tout droit d'avouerie sur la nouvelle fondation et surtout que l'évêque de Cambrai, Gérard II, renonçait partiellement à ses droits traditionnels de correction en faveur de l'abbé de La Sauve-Majeure et quelques éléments de son pouvoir d'ordination. L'abbé de La Sauve-Majeure recevait donc la responsabilité du maintien de la règle de Saint-Denis, il avait le droit d'y désigner l'abbé et devait y corriger tout excès.

## Héraldique
|  | Blasonnement : D'azur à trois fleurs de lis d'or. - Arrêté royal : 4 septembre 1910 |

## Galerie

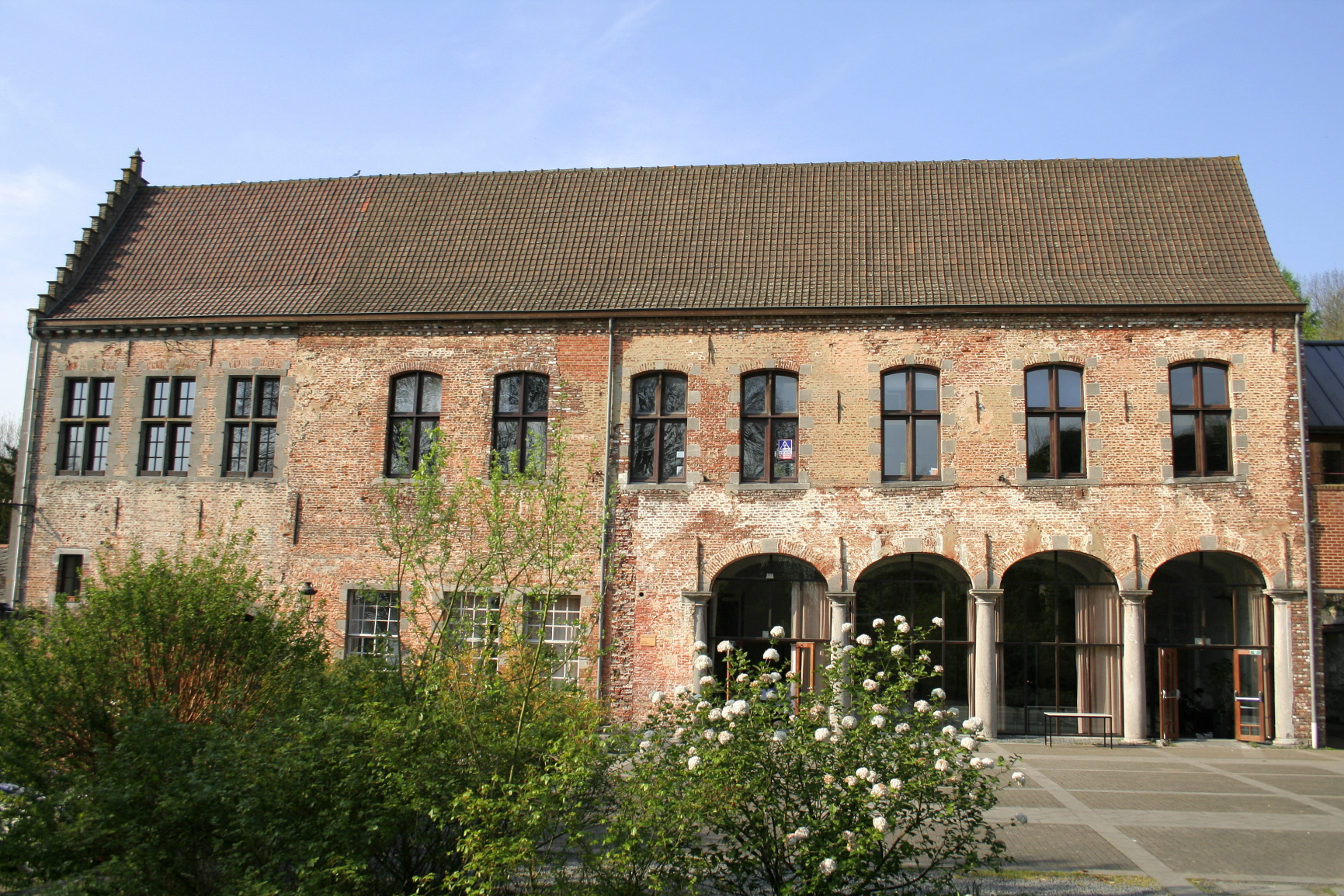
L’abbaye Saint-Denis-en-Broqueroie.
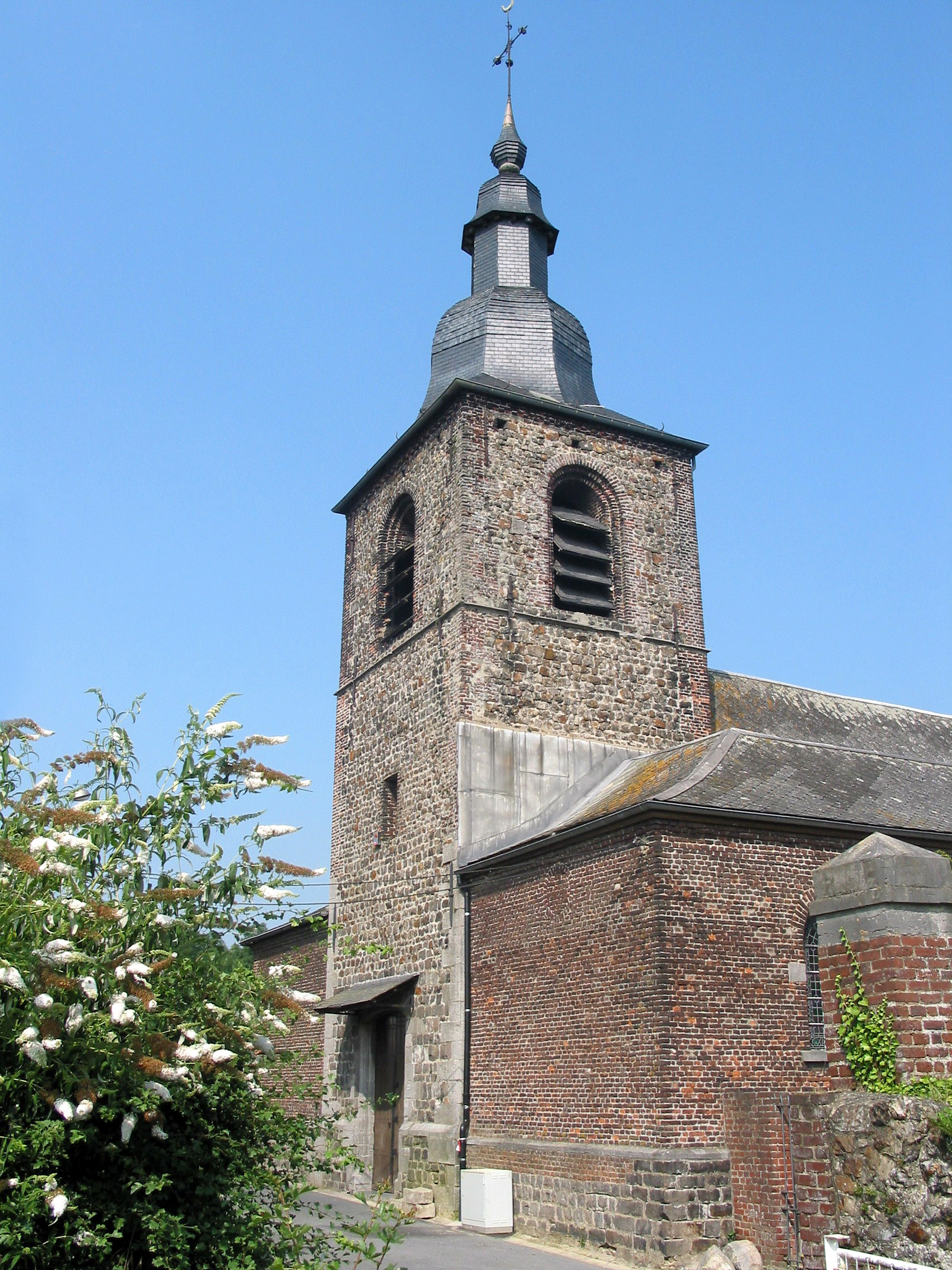
L'église paroissiale Saint-Denis.
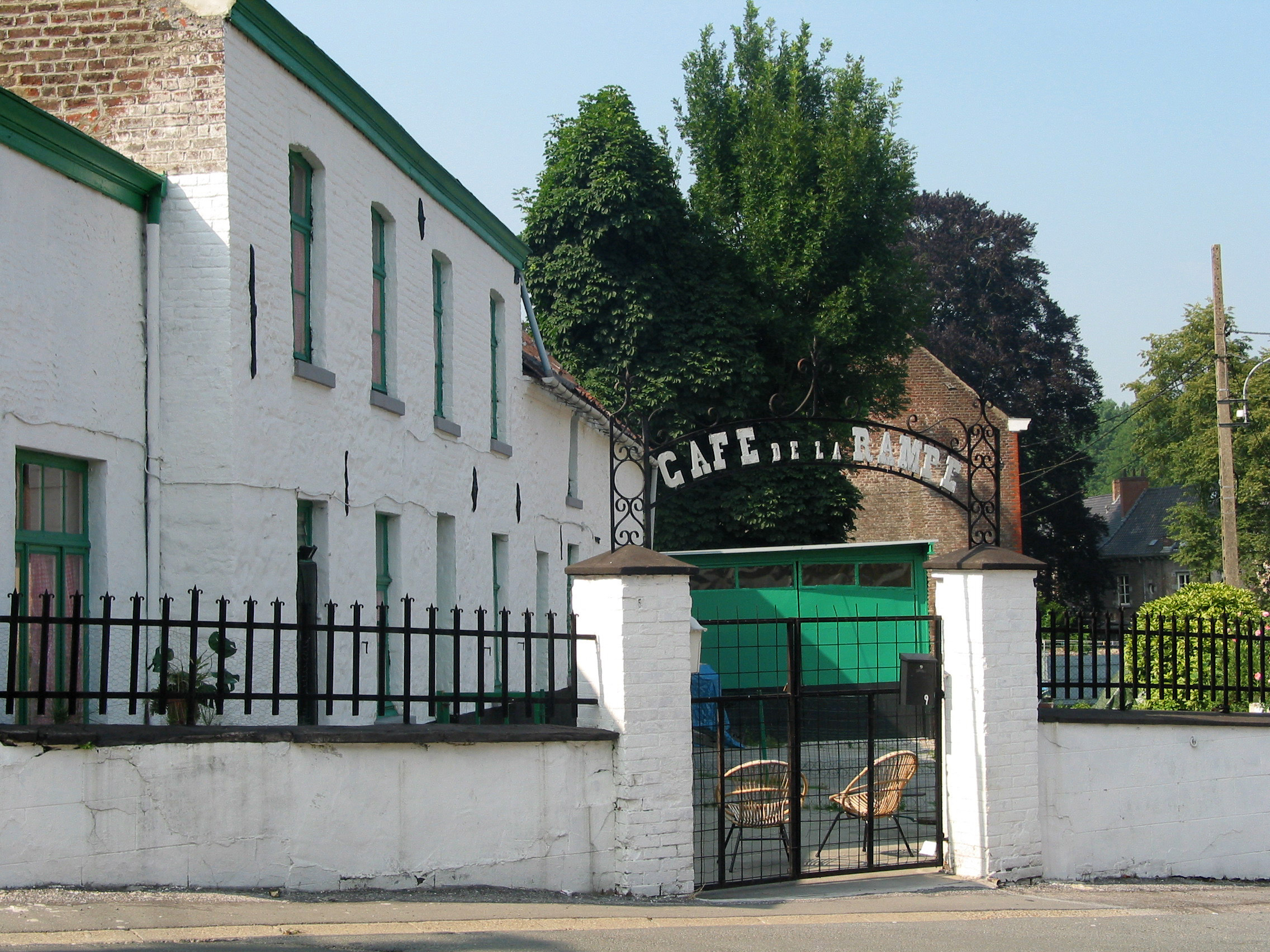
Le « Café de la Rampe ».
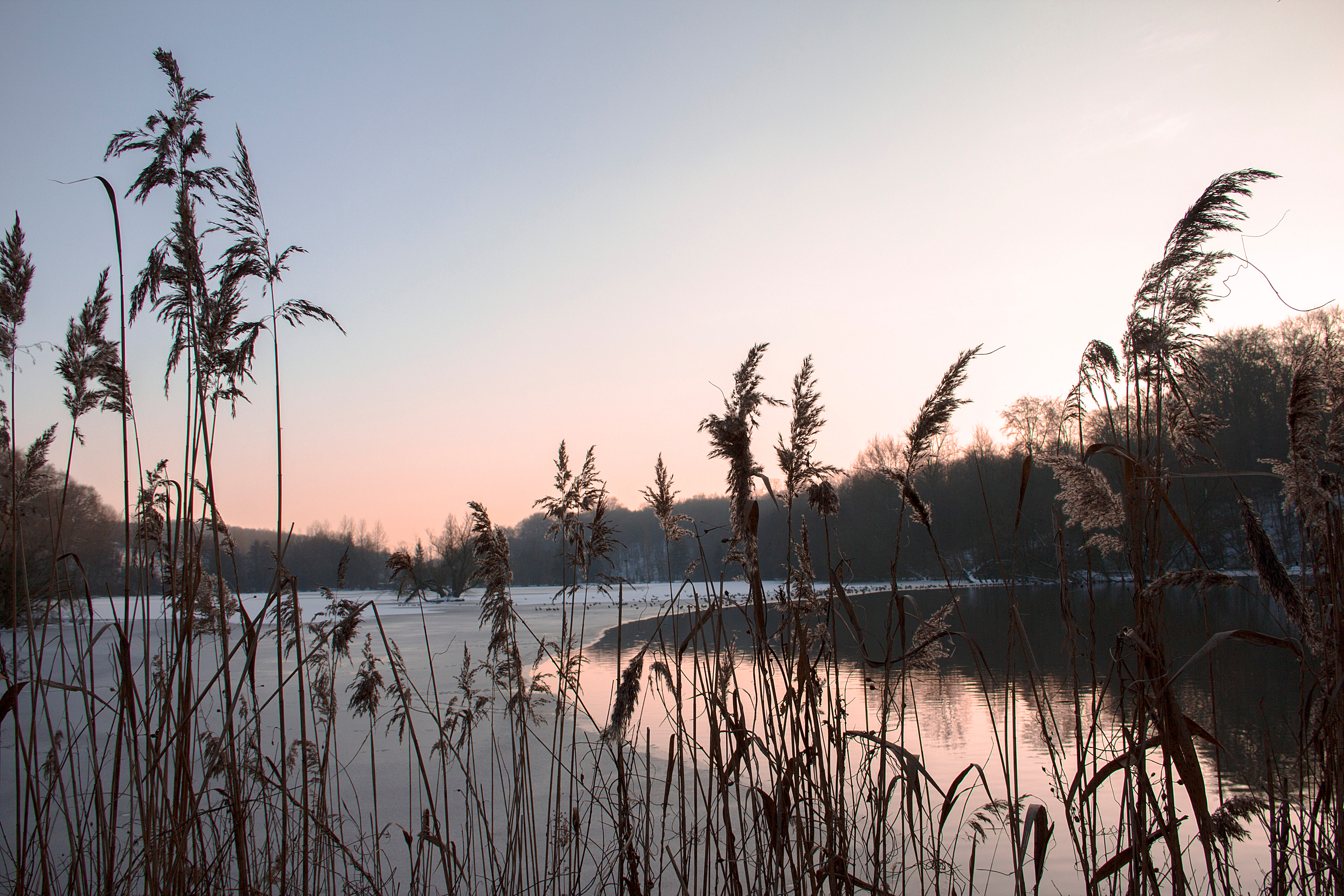
Un des nombreux étangs du villages.
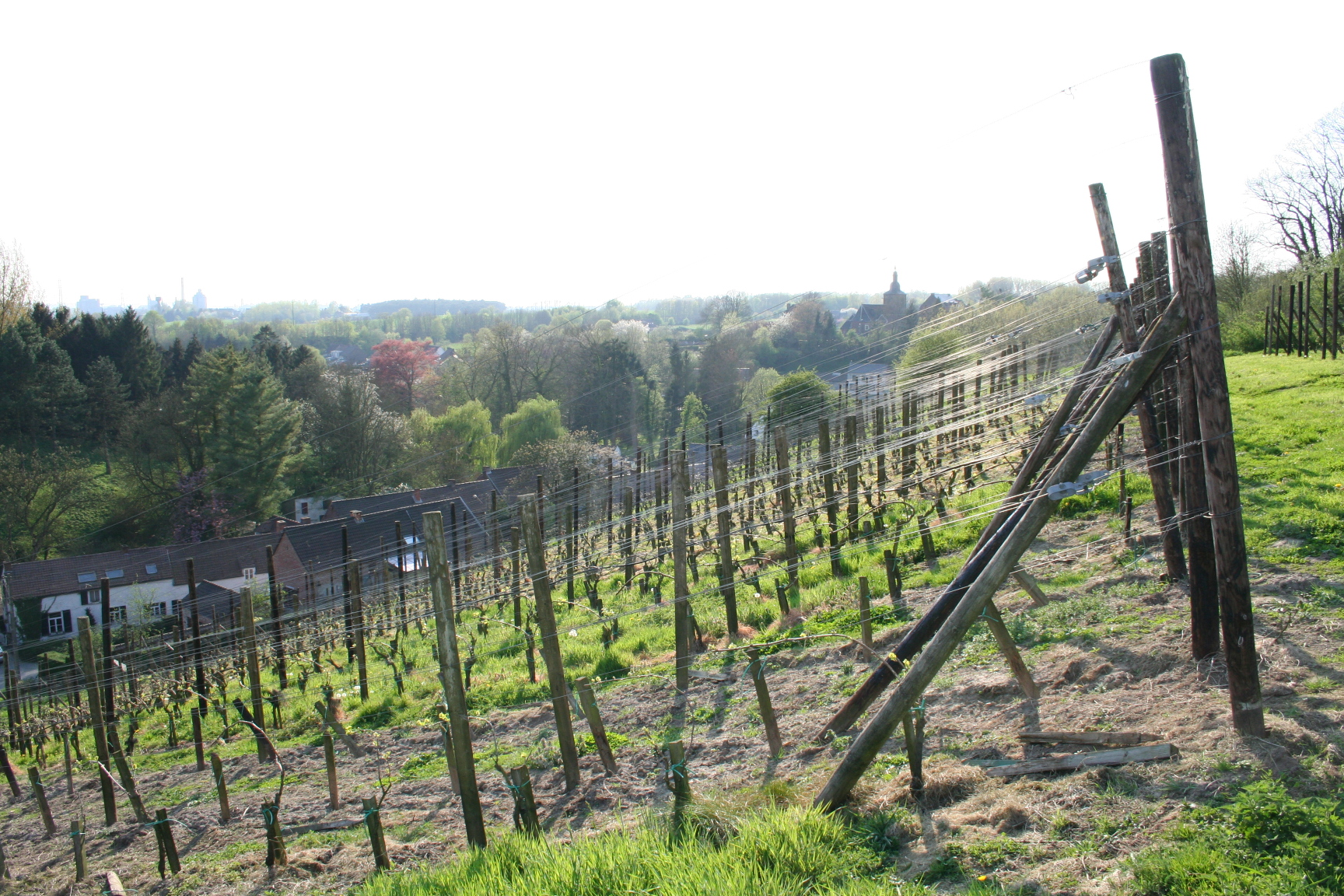
Le village vu depuis le vignoble.